# Aïn Ouksir
Ain Ouksir là một đô thị thuộc tỉnh Médéa, Algérie. Dân số thời điểm năm 2002 là 5.366 người.